# Aranhaverso
Aranhaverso (Spider-Verse no original) é um arco de histórias em quadrinhos publicada pela Marvel Comics desde 2014. Seu primeiro grande evento/enredo começou em 5 de novembro em The Amazing Spider-Man No. 9, de 2014, junto com uma edição individual chamada Spider-Verse Team-Up. Este evento levou 20 publicações para ser concluído e apresentou quase todas as variantes do Homem-Aranha que apareceram nos quadrinhos e outras mídias nos mais de cinquenta anos desde a criação do Homem-Aranha, todos sob ataque de Morlun e sua família, os Herdeiros. Esta primeira grande história, no entanto, foi precedida por uma série completa do Spider-Verse intitulada Edge of the Spider-Verse, que serviu para introduzir alguns novos personagens que liderariam o evento, como Gwen Stacy / Spider-Gwen e Miguel O'Hara / Homem-Aranha 2099.
O Aranhaverso também serviu de inspiração por trás de muitas outras histórias na mídia externa centradas em reunir versões alternativas do Homem-Aranha. Isso inclui as temporadas 3 e 4 da série animada Ultimate Spider-Man (2012-2017), bem como o filme de animação de 2018 Spider-Man: Into the Spider-Verse (2018) e suas sequências Spider-Man: Across the Spider-Verse (2023) e o futuro filme Spider-Man: Beyond the Spider-Verse (2027), e o filme de 2021 do Universo Cinematográfico Marvel Spider-Man: No Way Home (2021), este último mostrando um crossover das três versões do Homem-Aranha no cinema.

## Em outras mídias

### Televisão
- O final da série de duas partes de Spider-Man: The Animated Series, "Spider-Wars" (1994), mostra Madame Web e o Beyonder recrutando o "primeiro" Peter Parker / Homem-Aranha, uma versão de Parker que nunca perdeu o Tio Ben e viveu uma vida perfeita, uma versão de si mesmo que pegou os braços do Doutor Octopus, um Homem-Aranha de seis braços, um ator interpretando o Homem-Aranha e Ben Reilly / Aranha Escarlate para salvar o multiverso do Carnificina-Aranha. Slott confirmou que este exemplo anterior de diferentes Totens-Aranha se encontrando serviu de inspiração para o enredo da história em quadrinhos "Aranhaverso".[8]
- Ultimate Spider-Man (2012) aborda o conceito do "Aranhaverso" ao longo da terceira e quarta temporadas:
  - No episódio de quatro partes "The Spider-Verse" (2015), o Duende Verde usa o Siege Perilous e um Electro relutante para viajar para seis universos alternativos e coletar DNA de seus Homens-Aranha únicos, forçando sua versão de Peter Parker/Homem-Aranha a persegui-lo pelo multiverso. Ao longo do caminho, tanto o Goblin quanto o Homem-Aranha encontram o Homem-Aranha 2099, Petra Parker / Garota-Aranha de um universo de gênero invertido, o Homem-Aranha Noir, o Porco-Aranha, o Cavaleiro-Espião de temática medieval e Miles Morales. Ao retornar ao seu mundo, o Homem-Aranha descobre que o Duende usou o DNA dos seis Homens-Aranha para se aprimorar e se tornar o " Duende-Aranha ". Em resposta, o Homem-Aranha usa o Siege Perilous e o Electro para atrair os seis Homens-Aranha que ele encontrou e formar os "Guerreiros da Teia" para derrotar o Goblin e curá-lo. Ao fazer isso, eles libertam Electro, que fica furioso antes que os Guerreiros da Web o derrotem e retornem aos seus respectivos universos.[9][10][11][12]
  - No episódio "Miles From Home", Morales une forças com o Homem-Aranha "original" para impedir que a versão anterior do Duende Verde e do Barão Mordo roubem o Siege Perilous, que é destruído e espalhado pelo multiverso no processo. Depois de encontrar um dos fragmentos, uma versão vilã de Peter Parker chamada Aranha-Lobo busca coletar o resto para poder governar o multiverso.
  - No episódio de quatro partes, "Return to the Spider-Verse" (2016), Madame Teia, Punho de Ferro e Doutor Estranho combinam seus poderes para enviar Parker e Morales através do multiverso mais uma vez para recuperar os fragmentos antes que o Aranha Lobo o faça. Ao longo do caminho, eles encontram o velho aliado Homem-Aranha Noir, assim como novos Homens-Aranha como o Aranha de Sangue com temática da era vitoriana, o pirata de desenho animado Barba de Teia, o cowboy Lançador de Teias e a Gwen-Aranha, que se tornou a protetora do universo de Morales depois que ele ficou preso no de Parker. No universo de Morales e Gwen, os Guerreiros da Teia descobrem que o Aranha Lobo capturou todos os heróis Aranha do multiverso para que ele possa usar o Cerco Perigoso para absorver suas forças vitais e se fortalecer ainda mais. Percebendo que Wolf Spider estava se envenenando no processo, o "primeiro" Homem-Aranha permite que sua força vital também seja absorvida, sobrecarregando Wolf Spider e espalhando-o pelo multiverso como o Siege Perilous. Com seu inimigo comum derrotado, as Aranhas capturadas recuperam suas forças vitais e retornam aos seus respectivos universos natais.[13][14][15][16]

### Filme
- Spider-Man: Into the Spider-Verse (2018) é uma adaptação de "Aranhaverso", junto com alguns elementos das histórias "A Morte do Homem-Aranha" e " Homens-Aranha", que se concentra em versões de universos alternativos do Homem-Aranha se unindo para salvar suas várias realidades de serem destruídas pelo Super-Collider de Wilson Fisk / Rei do Crime. O personagem central do Aranha é Miles Morales, que é acompanhado por uma versão mais velha e desgrenhada do Homem-Aranha chamado Peter B. Parker, Gwen Stacy / Mulher-Aranha, Homem-Aranha Noir, Peni Parker / SP//dr e Porco-Aranha.[17]
  - Into the Spider-Verse é seguido por duas sequências, Spider-Man: Across the Spider-Verse, lançado em 2023,[18] e Spider-Man: Beyond the Spider-Verse, atualmente programado para ser lançado em 4 de junho de 2027.[19] No primeiro, Morales parte em uma aventura pelo Multiverso com Stacy e uma nova equipe de Pessoas-Aranha, incluindo Miguel O'Hara / Homem-Aranha 2099, para deter o Dr. Johnathon Ohnn / O Mancha.[20]
- O filme do Universo Cinematográfico Marvel (MCU), Spider-Man: No Way Home, traz Tobey Maguire e Andrew Garfield reprisando seus papéis como Peter Parker / Homem-Aranha, apelidados de "Peter-Two" e "Peter-Three", da trilogia Homem-Aranha de Sam Raimi e dos filmes The Amazing Spider-Man de Marc Webb, respectivamente.[21] Eles conhecem Peter Parker (interpretado por Tom Holland) antes de unir forças para lutar e curar Norman Osborn / Duende Verde, Dr. Otto Octavius / Doutor Octopus, Flint Marko / Homem Areia, o Dr. Curt Connors / Lagarto e Max Dillon / Electro.

### Jogos eletrônicos
- Spider-Man: Shattered Dimensions, de 2010, escrito por Dan Slott antes de escrever "Spider-Verse", apresenta as versões Terra-616, Marvel Noir, 2099 e Ultimate do Homem-Aranha unindo forças para adquirir fragmentos da Tábua da Ordem e do Caos depois que o Homem-Aranha 616 acidentalmente a quebrou enquanto lutava contra Mysterio, que também procura os fragmentos depois que um deles lhe concede poderes místicos. Ao longo do jogo, os quatro Homens-Aranha enfrentam vários inimigos fortalecidos pelo poder dos fragmentos da tábua, culminando no confronto com Mysterio, que usa o poder da tábua restaurada para se tornar um deus virtual.
- Spider-Man: Edge of Time, de 2011, apresenta uma trama de viagem no tempo envolvendo o Homem-Aranha da Terra-616 e o Homem-Aranha 2099 trabalhando juntos simultaneamente no presente e no futuro para impedir que o cientista da Alchemax, Walker Sloan, mude a história. Ao longo do caminho, eles descobrem que Sloan é apoiado por uma versão futura maligna de Peter Parker, que se tornou o CEO da Alchemax e pretende usar o portal do tempo de Sloan para alterar retroativamente seu passado e desfazer seus erros, independentemente da possibilidade de destruir o continuum tempo-espaço.
- Um jogo para celular promovendo o lançamento do "Aranhaverso", chamado Spider-Man Unlimited, foi lançado em 11 de setembro de 2014, com uma interpretação livre da história. Depois que o Homem-Aranha da Terra-616 derrota uma figura conhecida como "Duende Dourado", Nick Fury lhe conta que o Duende Verde reuniu um Sexteto Sinistro multiversal por meio de um portal e planeja dominar a dimensão deles. Entretanto, a SHIELD encontrou uma maneira de usar o portal para trazer versões alternativas do Homem-Aranha para ajudá-lo na batalha. Em vários eventos, Morlun e Karn dos Herdeiros fizeram aparições como chefes.[22] Em fevereiro de 2015, o enredo "Spider-Verse" introduziu novos personagens do Exército-Aranha, bem como as primeiras aparições de Daemos e Jennix como chefes.[23] Nos momentos finais do evento, Solus também faria uma aparição como chefe.[24] O jogo foi recolhido em 31 de março de 2019.
- O enredo de "Aranhaverso" foi adaptado para a 27ª Missão de Operações Especiais de Marvel: Avengers Alliance (2012). Originalmente anunciado como "Aranhaverso Parte 1", o 27º Spec-Ops foi lançado como "Along Came the Spiders". Karn se tornou o primeiro Herdeiro a aparecer no jogo como chefe de grupo.[25] O 29º Spec-Ops, intitulado "Aranea Ex Machina", deu continuidade à adaptação do jogo da história do "Aranhaverso", apresentando Silk como o herói premiado e Morlun como o segundo Herdeiro a ser apresentado como chefe.
- Silk, Spider-Gwen e Miles Morales se tornaram personagens jogáveis em Marvel: Future Fight como parte de uma promoção associada ao "Spider-Verse".
- Peter Parker, Miles Morales e Spider-Gwen aparecem como personagens jogáveis em Marvel Ultimate Alliance 3: The Black Order . Além disso, o jogo adiciona Natasha Romanoff / Viúva Negra e Eddie Brock / Venom como membros adicionais para um bônus na equipe dos Guerreiros da Teia.